# SMS Rheinland

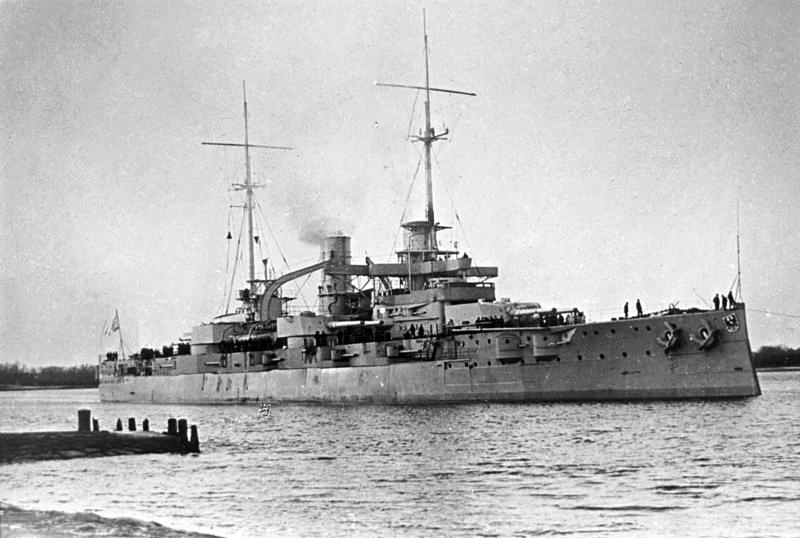
SMS Rheinland.

SMS Rheinland var ett tyskt slagskepp som tjänstgjorde under första världskriget.

## Expedition till Finland
Den 22 februari 1918 fick Rheinland och hennes systerfartyg SMS Westfalen uppdraget att stödja den tyska armens operation i Finland. I Finland pågick det Finska inbördeskriget och den vita regeringen hade begärt stöd från Tyskland. 
Den 24 februari avseglade fartygen mot Åland som skulle fungera som bas för operationen i Finland. När fartygen nådde Åland den 5 mars mötte man de svenska örlogsfartygen HMS Thor, HMS Sverige och HMS Oscar II som var en del av den svenska Ålandsexpeditionen 1918. Efter förhandlingar med svenskarna landsteg två tyska bataljoner på Åland den 7 april. 

### Rheinland på grund
Då Rheinland den 11 april 1918 lämnade Åland gick hon i kraftig dimma på grund vid Lågskär utanför Mariehamn. Tre maskinrum vattenfylldes och det gick hål i det inre skrovet. Efter att försöken att få fartyget att flyta misslyckats anlände en flytande kran från Danzig den 8 maj. Kanonerna och en del pansar togs bort och efter att mer än en tredjedel av vikten avlägsnats lyckades man den 9 juli få fartyget att flyta . Fartyget bogserades till Mariehamn där mindre reparationer genomfördes. Den 24 juli avseglade hon med assistans av två bogserbåtar mot Kiel. Skadorna var så omfattande att Rheinland aldrig reparerades.